# Olifantsvogels
Olifantsvogels (orde Aepyornithiformes, familie Aepyornithidae) zijn een groep van uitgestorven loopvogels waarvan het leefgebied beperkt was tot het eiland Madagaskar. De olifantsvogels waren planteneters en de dominante herbivoren van het eiland.
De groep behoort tot de Palaeognathae, de infraklasse waartoe ook de struisvogels, nandoes, tinamoes, kiwi's, kasuarissen en emoes behoren. Echte fossiele olifantsvogels zijn niet bekend. Volgens DNA-onderzoek zouden ze van de nog bestaande diersoorten het nauwst verwant zijn aan kiwi's. De ontwikkelingslijnen van de twee groepen splitsten zich al in het Vroeg-Eoceen, ongeveer 54 miljoen jaar geleden. Vermoedelijk was de stamvorm van de olifantsvogels een vliegende vogel. Veel vogelsoorten van Madagaskar en de Mascarenen hebben Aziatische of Australische voorouders met de verwantschap tussen de manenduif en de dodo's als bekendste voorbeeld. Verlies van vliegend vermogen en in veel gevallen reuzengroei traden verschillende keren op binnen de ontwikkeling van de Palaeognathae middels convergente evolutie.

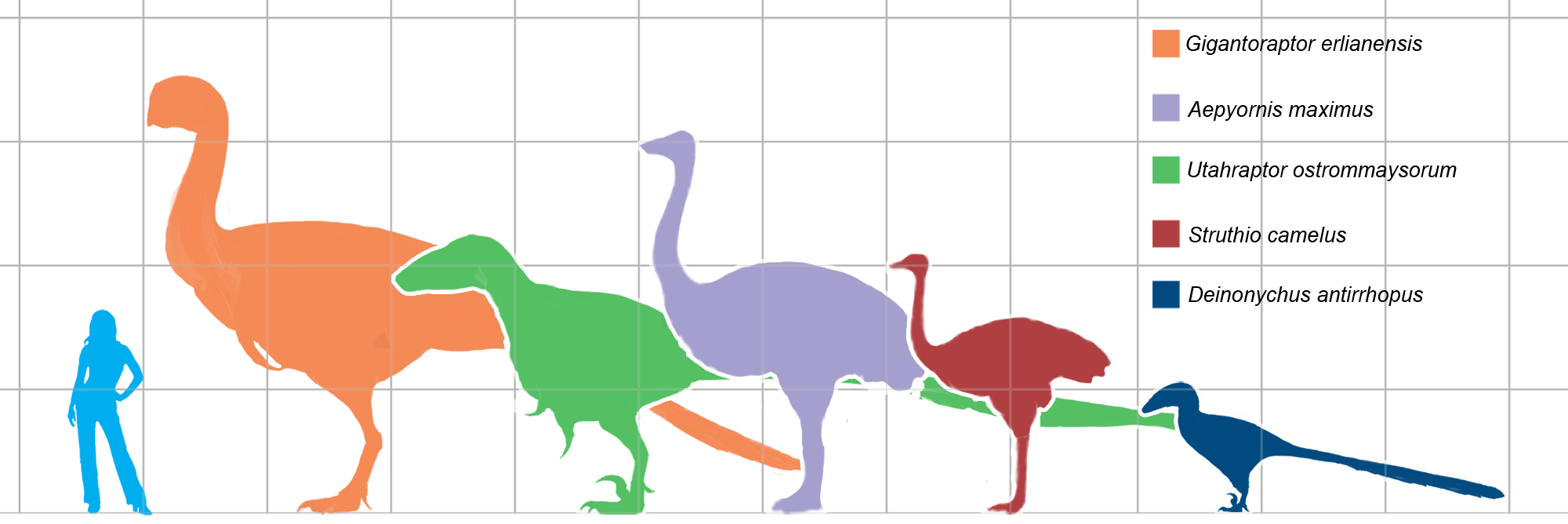
Grootte (paars) ter vergelijking

Er worden drie geslachten erkend: Aepyornis, Mullerornis en Vorombe. Aepyornis heeft vermoedelijk twee soorten — vroeger werden er wel vier onderscheiden — waarvan Aepyornis maximus een van de grootste vogels was die ooit op aarde rondliep. Aepyornis maximus kon drie meter hoog en vijfhonderd kilo zwaar worden. De eieren konden tot 34 centimeter lang en 24 centimeter breed worden en zijn de grootste die van enig landdier bekend zijn; ze worden nog steeds gevonden en sommige bevatten zelfs embryo's. Alle gevonden eieren zijn van A. maximus. In 2014 werd bij Christie's in Londen een eeuwenoud olifantsvogelei geveild voor 122.500 pond. Ondertussen heeft de wetenschap Vorombe als grootste vogel ooit op aarde aangewezen na talloze onderzoeken en discussies in de wetenschappelijke wereld. Deze konden over de 800 kilogram wegen en waren 3 meter hoog. De soort werd eerst bij de Aepyornis gerekend maar uiteindelijk als eigen soort gezien. Mullerornis was veel kleiner en iets lichter dan een struisvogel. Uit schedelscans werd afgeleid dat ze waarschijnlijk slecht zagen en nachtdieren waren.
De olifantsvogels zijn mogelijk de oorsprong van de Arabische legende van de vogel Roc. Een relatie met die legende heeft in de Europese talen vermoedelijk ook het woord "olifantsvogel" opgeleverd: die verwijst niet naar de grootte maar naar het feit dat de vogel Roc volgens het verhaal zijn jongen met olifanten voerde.
Wanneer de groep uitstierf, is niet helemaal duidelijk. Maleiers koloniseerden het eiland ongeveer tussen de derde en zesde eeuw. Daarna konden ze de vogels snel uitgeroeid hebben door jacht, het eten van de eieren of de introductie van ratten, varkens en vogelziekten. De jongste resten van A. maximus stammen volgens koolstofdatering van rond het jaar 1000. In het midden van de zeventiende eeuw berichtten Europese reizigers over de vogel alsof hij nog voorkwam, maar ze geven alleen verhalen van de plaatselijke bevolking weer die ook legenden kunnen zijn geweest, geïnspireerd door toen allang verdwenen dieren.
Een reconstructie van de olifantsvogel zit in de collectie van het Museon, Den Haag en staat opgesteld in het museum De Wereld van Kina in Gent.

## Taxonomie van de soorten
Orde Aepyornithiformes – Olifantsvogels
- Familie Aepyornithidae
  - Geslacht Aepyornis
    - Aepyornis hildebrandti
    - Aepyornis maximus

  - Geslacht Mullerornis
    - Mullerornis modestus

  - Geslacht Vorombe
    - Vorombe titan

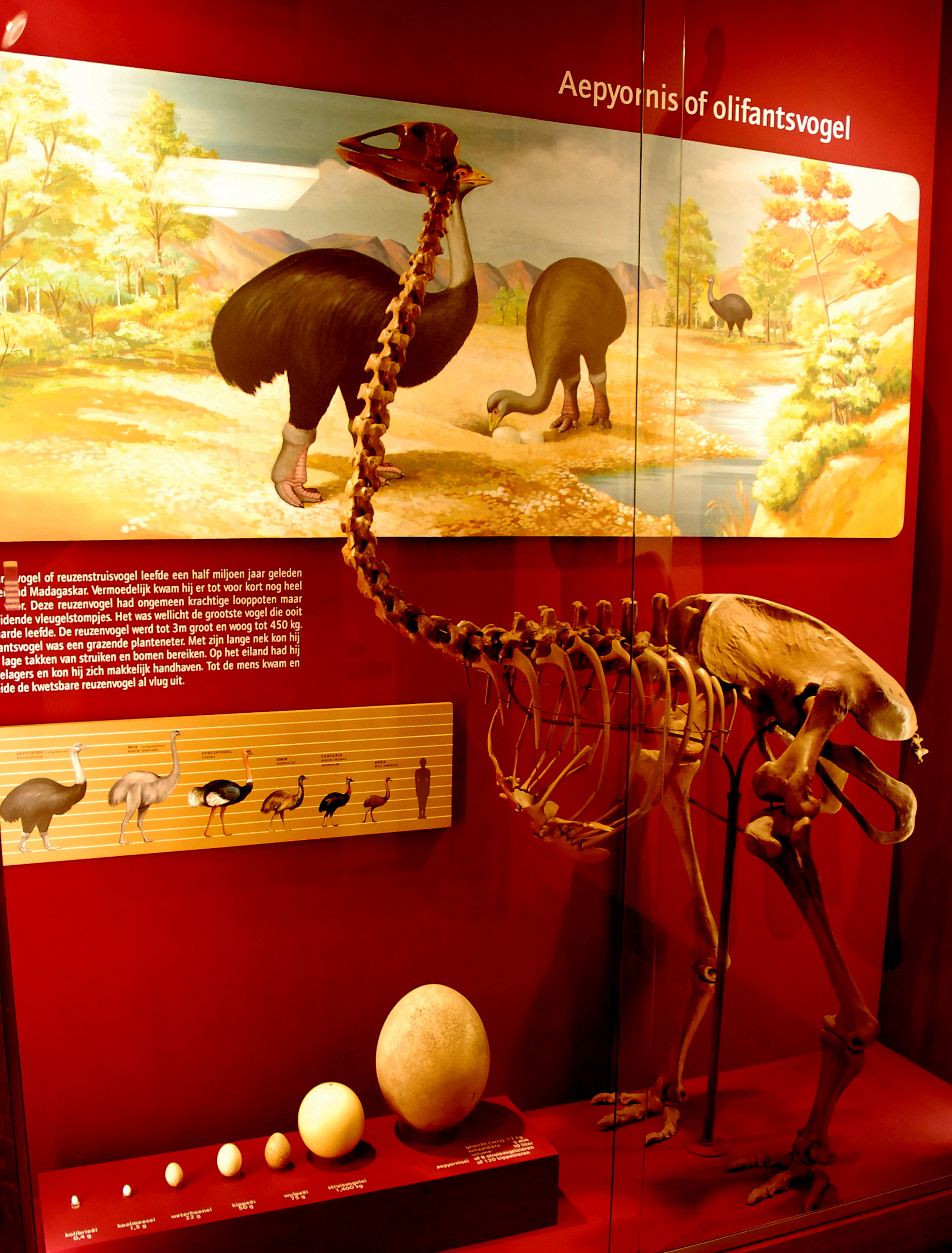
De olifantsvogel in het museum te Gent
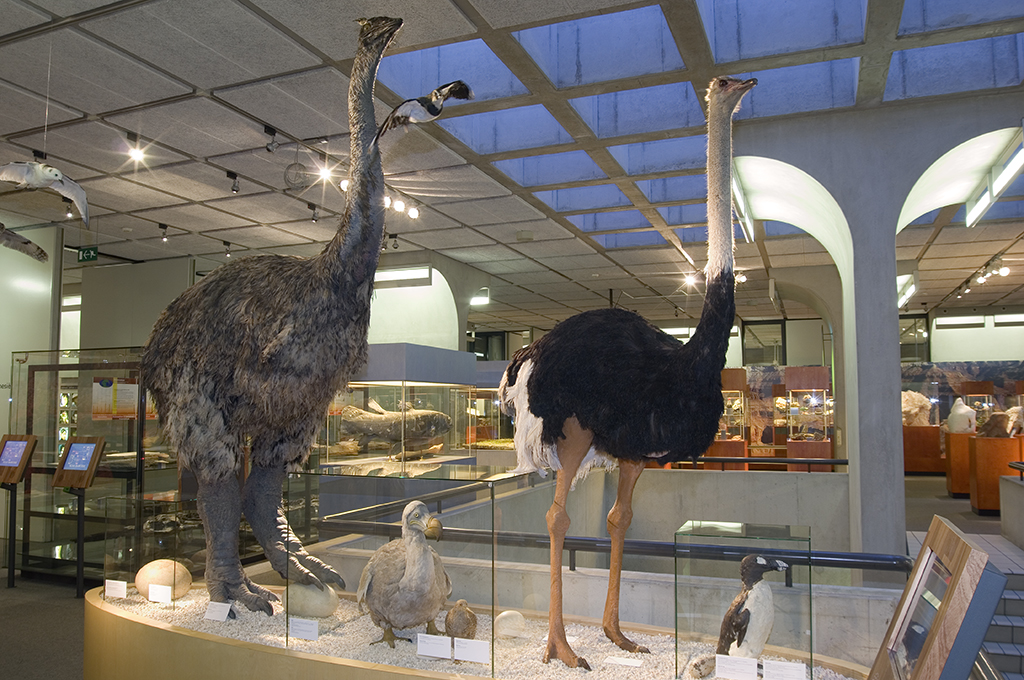
De olifantsvogel (links) van het Museon, Den Haag